# 八路军驻衡阳办事处
八路军驻衡阳办事处是1938年按照国共合作抗日的协定在衡阳设立的八路军办事处。简称“衡阳八办”。

## 历史
1938年10月25日武汉沦陷后，根据周恩来的指示，八路军驻武汉办事处部分工作人员1938年11月14日抵达衡阳。在衡阳城北卡路巷16号（今石鼓区常胜中路与蒸阳路路口的蒸阳路9号）一栋二层楼房设立八路军驻衡阳办事处。
“衡阳八办”负责人先后为南方局秘书长李克农、张元培。工作人员先后有曹瑛（原名石磊，负责组织和党务）、马子卿（办事处党支部书记）、邱南章（总务科长，负责运输和保卫）、赖祖烈（会计科长）、殷承祯（军需物资采办）、童小鹏（周的秘书、机要科长）、李金德（负责机要）、龙潜（衡阳八办党员训练班负责人）、夏之栩（负责地下交通、党员接转组织关系）、徐绍荣（负责警卫排）、朱惠莲、杨汉章、李泽纯等。周恩来、叶剑英直接指导工作。
。 